# Сатиновий кріль
Сатин (Satin) — порода кролів м'ясо-шкуркового напряму.

## Історія

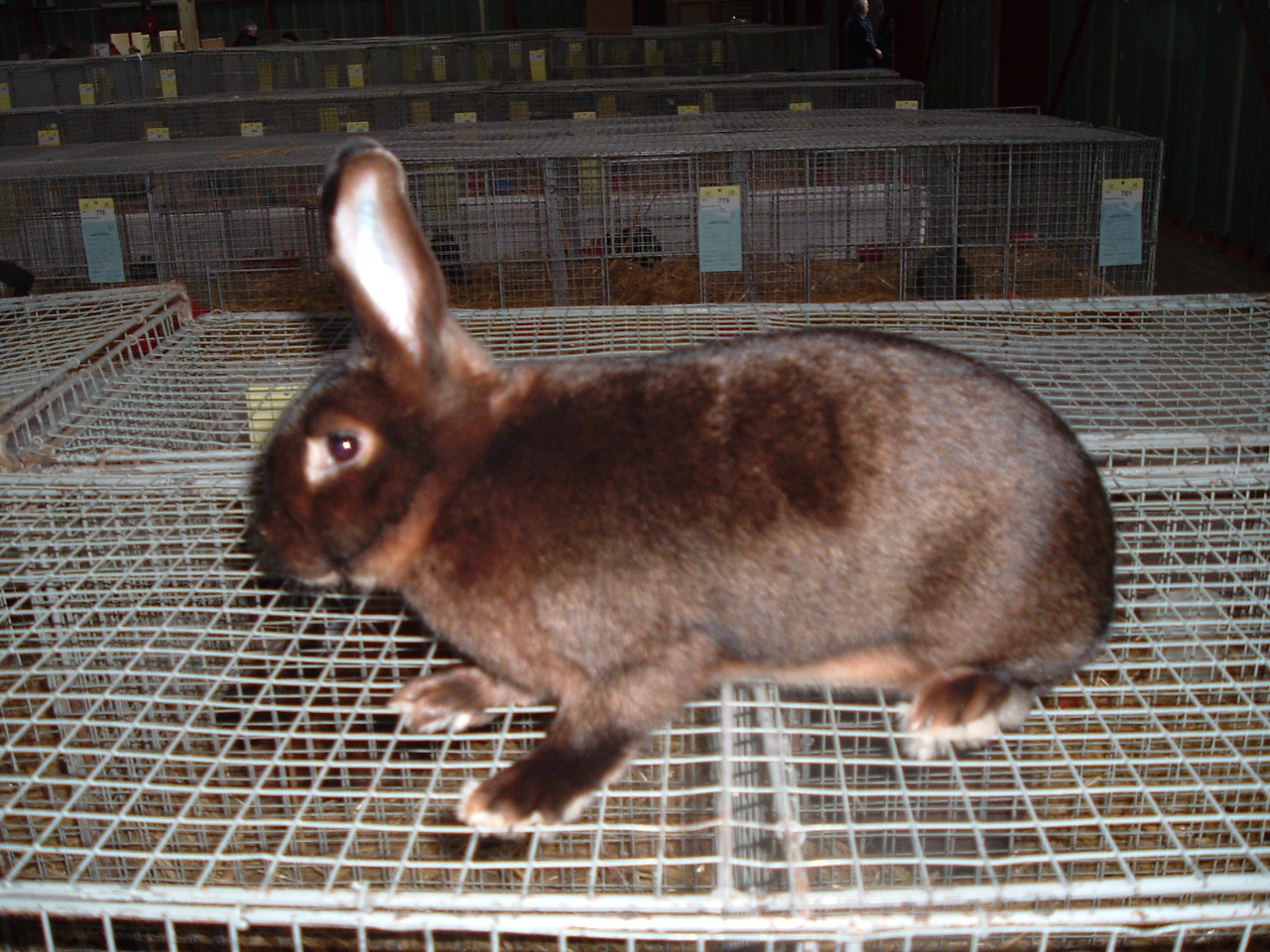
Шоколадний колір

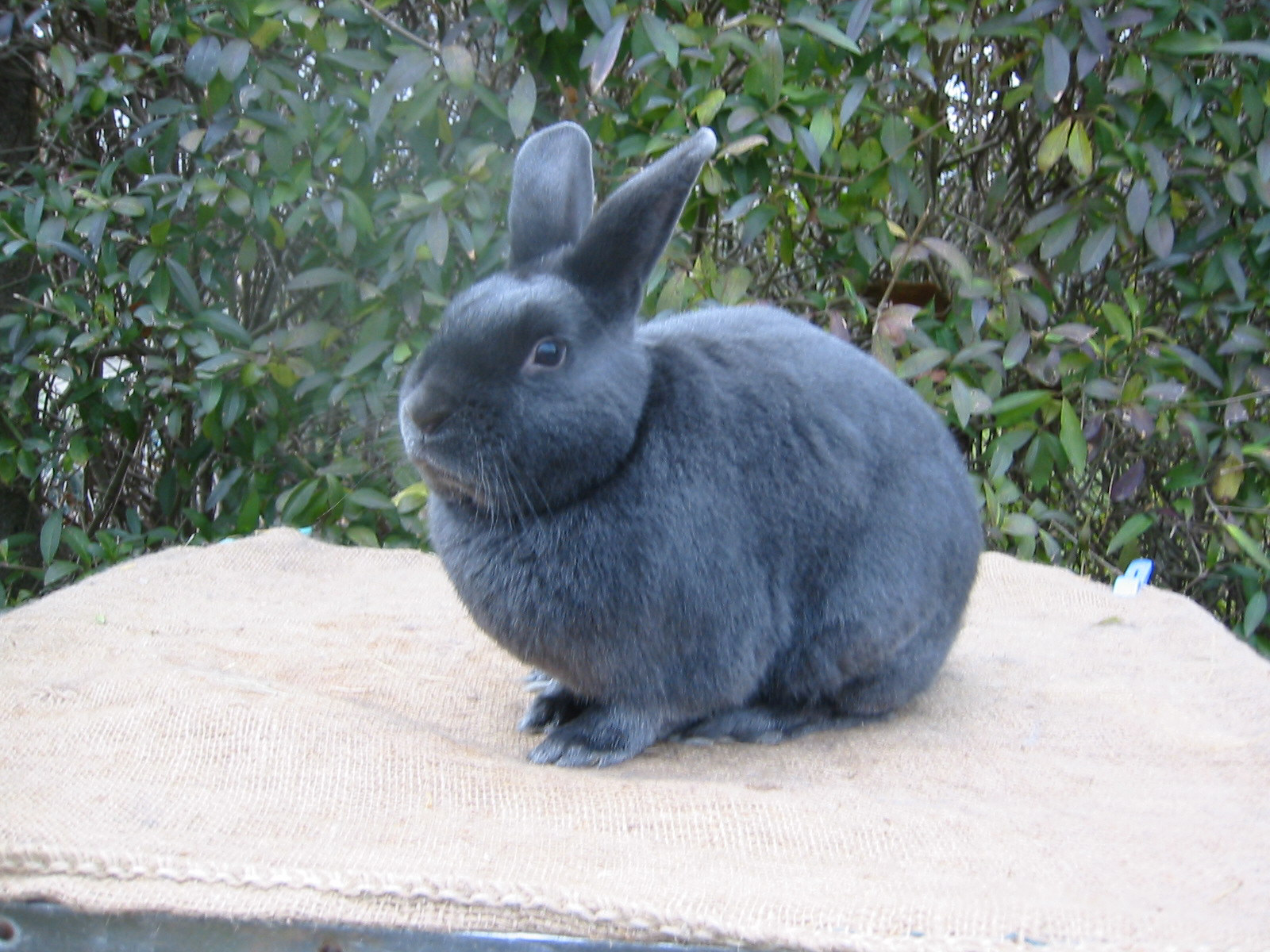
Блакитний атлас

Вперше дивовижне хутро було помічене в 1932 році в посліді Гаван, що знаходились в крільчатнику Уолтера Хьюі (Walter Huey) з Індіани, США. Заводчик вирішив закріпити якість інбридингом - близькоспорідненим схрещуванням і йому це цілком вдалося. Спочатку Хьюі демонстрував своїх нових кроликів на виставках в категорії звичайних Гаван, але інші кролівники знайшли це вкрай несправедливим.
Тоді Американська федерація заводчиків Гаван вирішила підтримати сатинових Гаван як власну лінію. Зусиллями багатьох кролівників порода була поліпшена. Селекціонер з Аризони схрестив її з популярною новозеландською породою, отримавши забарвлення слонової кістки, пізніше розвинене в сіамське.
У 1956 році порода була визнана офіційно. Першим затвердженим кольором був саме сіамський, незабаром пішли й інші. З тих пір сатинове хутро було отримано і в інших породах, в Європі з'явилися Міні Сатини, Ангорські Сатини, Карликові Сатини, в Австралії - Сатиновий Міні Рекс.

## Біологічні характеристики
У кращих особин сатин практично досконалий комерційний тип статури: круто вигнута дугою верхня лінія тіла при погляді збоку, щільна, лита мускулатура. Тулуб широкий, з великою головою і середнього розміру міцними вухами. Вага дорослих самців 3,8-4,8 кг, самки трохи більші - до 5 кг.
Порода допускає наступні забарвлення: чорний, блакитний, каліфорнійський, шиншиловий, шоколадний, мідний, рудий, сіамський, білий, а також контрастні (broken group).